# Region Westmittelfranken
Region Westmittelfranken (niem. Planungsregion Westmittelfranken) – region planowania w Niemczech, w kraju związkowym Bawaria, w rejencji Środkowa Frankonia. Siedzibą regionu jest miasto na prawach powiatu Ansbach.
Region leży w zachodniej części Bawarii. Na wschodzie graniczy z regionami planowania Oberfranken-West i Industrieregion Mittelfranken, na południu z regionami planowania Ingolstadt oraz Augsburg, na zachodzie z krajem związkowym Badenia-Wirtembergia (powiaty Ostalb, Schwäbisch Hall oraz Main-Tauber), a na północy z regionem planowania Würzburg.

## Podział administracyjny
W skład regionu Westmittelfranken wchodzi:
- jedno miasto na prawach powiatu: (kreisfreie Stadt)
- trzy powiaty ziemskie (Landkreis)

Miasta na prawach powiatu:
| Lp. | Nazwa miasta | Ludność (31.12.2010) | Powierzchnia km² |
| --- | ------------ | -------------------- | ---------------- |
| 1   | Ansbach      | 40.253               | 99,92            |

Powiaty ziemskie:
| Lp. | Nazwa powiatu                       | Ludność (31.12.2010) | Powierzchnia km² | Liczba gmin |
| --- | ----------------------------------- | -------------------- | ---------------- | ----------- |
| 1   | Ansbach                             | 179.925              | 1.972,00         | 58          |
| 2   | Neustadt an der Aisch-Bad Windsheim | 97.558               | 1.267,40         | 38          |
| 3   | Weißenburg-Gunzenhausen             | 92.326               | 970,83           | 27          |